# Polaris Dawn
Polaris Dawn – prywatny lot kosmiczny przeprowadzony przez SpaceX, sfinansowany przez dyrektora generalnego Shift4 Payments, Jareda Isaacmana. Podczas misji kapsuła Crew Dragon wyniosła Isaacmana i jego trzyosobową załogę – Scotta Poteeta, Sarę Gillis i Annę Menon na silnie eliptyczną orbitę, sięgającą 1400 kilometrów od Ziemi. Była to najdalsza wyprawa od Ziemi od czasu programu Apollo, która umożliwiła przelot przez część pasa Van Allena, w celu zbadania wpływu promieniowania kosmicznego i lotów kosmicznych na ludzkie ciało. W dalszej części misji Isaacman i Gillis podjęli próbę pierwszego komercyjnego spaceru kosmicznego. Start odbył się 10 września 2024 roku. Lot został zrealizowany przy wykorzystaniu kapsuły Crew Dragon i jest pierwszą z trzech zaplanowanych misji programu Polaris.
Misja Polaris Dawn ustanowiła kilka rekordów. Anna Menon i Sarah Gillis, znalazły się dalej od Ziemi niż wcześniejsze astronautki, dodatkowo 30-letnia Gillis stała się najmłodszą osobą uczestniczącą w spacerze kosmicznym. Podczas przeprowadzenia spaceru kosmicznego ustanowiono także nowy rekord liczby osób, które jednocześnie były wystawione na działanie przestrzeni kosmicznej. Załoga przyczyniła się również do pobicia rekordu największej liczby osób przebywających jednocześnie w przestrzeni kosmicznej, ustanowionego po misji Sojuz MS-26 wystrzelonej 11 września 2024 roku wraz z dziewięcioma członkami załogi Międzynarodowej Stacji Kosmicznej i trzema członkami załogi chińskiej stacji kosmicznej Tiangong.
Po misji trwającej prawie pięć dni, 15 września 2024 roku załoga bezpiecznie powróciła na Ziemię, wodując w Zatoce Meksykańskiej.

## Historia
Polaris Dawn został ogłoszony przez Jareda Isaacmana w lutym 2022 roku, pięć miesięcy po pierwszej całkowicie prywatnej misji kosmicznej Inspiration4, która również była wspierana finansowo przez Isaacmana. Istotną częścią powstałego programu Polaris było opracowanie technologii niezbędnych do realizacji misji, w tym skafandrów kosmicznych przeznaczonych do spacerów kosmicznych, komunikacji laserowej między statkiem kosmicznym Crew Dragon a konstelacją Starlink oraz znalezienia rozwiązań, które mogłyby pozwolić wyeliminować problem braku śluzy powietrznej w statku kosmicznym Crew Dragon.
Pierwotnie lot miał wystartować już pod koniec 2022 roku, jednak opóźnienia, które powstały podczas procesu projektowania skafandrów kosmicznych sprawiły, że data startu przesunęła się na marzec 2023 roku. Do połowy 2023 roku planowana data startu przesunęła się ponownie na początek 2024 roku. Jared Isaacman potwierdził w grudniu 2023 roku datę startu misji Polaris Dawn na kwiecień 2024 roku, a od lutego 2024 roku start ma się odbyć nie wcześniej niż latem 2024 roku.
Przed startem misji Polaris Dawn w kapsule statku kosmicznego Crew Dragon Resilience wprowadzono szereg zmian konstrukcyjnych, instalując między innymi dodatkowe zbiorniki azotu i tlenu oraz przedni właz nazwany „skywalker”, który zastąpił port dokowania.
Misja została ponownie opóźniona po awarii górnego stopnia rakiety Falcon 9 Block 5 w dniu 12 lipca 2024 roku. Na konferencji prasowej, która odbyła się 26 lipca 2024 roku ogłoszono, że misja Polaris Dawn wystartuje „późnym latem” po załogowej misji SpaceX Crew-9 zakontraktowanej dla NASA, która przed opóźnieniem miała wystartować 18 sierpnia. SpaceX poinformowało następnie, że start odbędzie się 26 sierpnia, jednak później SpaceX przesunęło datę startu o jeden dzień na 27 sierpnia. Ostatecznie do startu doszło 10 września.

## Załoga
| Pozycja           | Astronauta                                           |
| ----------------- | ---------------------------------------------------- |
| Dowódca           | Jared Isaacman, Program Polaris Drugi lot kosmiczny  |
| Pilot             | Scott Poteet, Program Polaris Pierwszy lot kosmiczny |
| Specjalista misji | Sarah Gillis, Program Polaris Pierwszy lot kosmiczny |
| Lekarz            | Anna Menon, Program Polaris Pierwszy lot kosmiczny   |

## Misja
Aby zminimalizować ryzyko uderzenia mikrometeorytów, kontrolerzy misji posiadali elastyczne okno startowe dla misji Polaris Dawn, co pozwoliło im wybrać czas z minimalną ilością kosmicznych śmieci na docelowej orbicie. Statek Dragon został początkowo umieszczony na orbicie eliptycznej o apogeum 1200 kilometrów, przechodzącą przez anomalię południowoatlantycką na niskiej wysokości 190 kilometrów co naraża załogę na promieniowanie kosmiczne odpowiadające trzem miesiącom spędzonym na Międzynarodowej Stacji Kosmicznej w zaledwie kilku przelotach, umożliwiając cenne badania wpływu promieniowania kosmicznego i lotów kosmicznych na ludzkie ciało.
Start misji Polaris Dawn był zaplanowany na 27 sierpnia 2024 roku na godzinę 3:38 czasu wschodniego. Pierwsza próba startu została odwołana z powodu wycieku helu. Druga próba startu, która została przeprowadzona w dniu 28 sierpnia została ostatecznie przerwana z powodu prognozowanych złych warunków meteorologicznych w miejscu odzyskiwania kapsuły pięć dni po starcie. 8 września 2024 roku SpaceX poinformowało, że planuje wystrzelić misję Polaris Dawn nie wcześniej niż 10 września. Ostatecznie misja Polaris Dawn z powodzeniem wystartowała 10 września 2024 roku o godzinie 09:23 czasu UTC.
W ciągu godziny po starcie załoga rozpoczęła protokół wstępnego oddychania, aby móc zredukować ilość azotu w swoich ciałach i zminimalizować ryzyko choroby dekompresyjnej podczas planowanego spaceru kosmicznego w trzecim dniu misji. W ciągu trzech dni ciśnienie w kabinie stopniowo spadło z 100 do 59 kPa, podczas gdy poziom czystego tlenu wzrastał. Podczas pierwszej godziny w przestrzeni kosmicznej załoga przeprowadziła dokładną kontrole kapsuły Crew Dragon pod kątem wszelkich uszkodzeń, które mogłyby być związane ze startem. Następnie uruchomiono silniki Draco, które wyniosły statek na wysokość 1400 kilometrów od Ziemi. Jest to najwyższa orbita planety, jaką kiedykolwiek przeleciał załogowy statek kosmiczny, bijąc rekord ustanowiony przez Gemini 11, jednocześnie będąc najdalej od Ziemi od czasu programu Apollo.
Drugiego dnia lotu apogeum Dragona zostało obniżone do „orbity przelotowej” wynoszącej 730 kilometrów, tego samego dnia załoga przygotowała swoje skafandry przeznaczone do spaceru kosmicznego i przeprowadziła pokładowe eksperymenty naukowe. Załoga przyczyniła się wówczas do pobicia rekordu największej liczby osób przebywających jednocześnie w przestrzeni kosmicznej, ustanowionego po starcie misji Sojuz MS-26, która rozpoczęła się 11 września 2024 roku. W tym samym czasie w przestrzeni kosmicznej przebywała dziewięcioosobowa załoga Międzynarodowej Stacji Kosmicznej i trzyosobowa załoga chińskiej stacji kosmicznej Tiangong.
Trzeci dzień lotu poświęcony był pierwszemu w historii komercyjnemu spacerowi kosmicznemu. Po intensywnych przygotowaniach, wszyscy czterej członkowie załogi założyli skafandry przeznaczone do aktywności pozaziemskiej, wypełnionych stuprocentowym tlenem pod ciśnieniem 35 kPa. Ponieważ statek Crew Dragon nie posiada śluzy powietrznej, cała kapsuła została rozhermetyzowana podczas spaceru kosmicznego, wystawiając wszystkich członków załogi na działanie próżni kosmicznej, choć tylko dwóch z nich częściowo opuściło statek kosmiczny. Dekompresja kapsuły trwała około 30 minut, po czym jako pierwszy pojazd opuścił Jared Isaacman, spędzając na zewnątrz 7 minut i 56 sekund. Następna był Sarah Gillis, która spędziła na zewnątrz statku 7 minut i 15 sekund. Od otwarcia włazu kapsuły Dragon do jej zamknięcia, spacer kosmiczny trwał 26 minut i 40 sekund. Podczas spaceru kosmicznego, Isaacman i Gillis przeprowadzili kilka testów mobilności skafandra, w tym próby kontroli rąk i korzystania z ogranicznika stóp.
Pod koniec ostatniego dnia na orbicie okołoziemskiej załoga odrzuciła moduł bagażowy statku Dragon 2 o godzinie 06:35 UTC i przeprowadziła siedmiominutowy manewr deorbitacyjny o godzinie 06:41 UTC. Kapsuła wodowała na wodach Zatoki Meksykańskiej w pobliżu wysp Dry Tortugas na Florydzie 15 września 2024 roku o godzinie 07:37 czasu UTC. Miejsce lądowania było jedną z dwóch nowych opcji dodanych przez SpaceX dla tej misji, ponieważ w miejscu lądowania przewidywano trudne warunki pogodowe.